# Ritorno a Brideshead (romanzo)
Ritorno a Brideshead (titolo orig. Brideshead Revisited: The Sacred & Profane Memories of Captain Charles Ryder) è un romanzo dello scrittore inglese Evelyn Waugh, pubblicato nel 1945. Vi si racconta, fra gli anni Venti e i primi Quaranta del XX secolo, la vita e le avventure sentimentali del protagonista, Charles Ryder, seguendo specialmente la sua amicizia con i Flyte, un'abbiente famiglia di cattolici inglesi, che vivono in un sontuoso palazzo, il Castello di Brideshead. Ryder avrà due relazioni con membri di questa famiglia: Sebastian e Julia. La storia esplora, inoltre, temi come il Cattolicesimo e la nostalgia per l'ultima epoca d'oro dell'aristocrazia inglese. 
L'opera fu adattata per la Tv nel 1981, nella miniserie televisiva omonima, molto fedele e ben accolta dalla critica, in 11 parti per Granada Television. Nel 2008, il romanzo venne portato sul grande schermo nel film omonimo di Julian Jarrold.
Nel 2005 il libro fu incluso dalla rivista TIME tra i 100 migliori romanzi in lingua inglese dal 1923.

## Trama
1923: Charles Ryder, uno studente all'Hertford College dell'Università di Oxford, fa amicizia con Lord Sebastian Flyte, il figlio più giovane del nobile Lord Marchmain e studente al Christ Church College. Sebastian presenta Charles ai suoi eccentrici amici, tra cui il superbo e omosessuale Anthony Blanche. Sebastian porta Charles nella sua sontuosa villa di famiglia, Brideshead, nel Wiltshire, dove Charles incontra in seguito il resto della famiglia di Sebastian, tra cui la sorella Julia.
Durante la lunga vacanza, Charles torna a casa a Londra, dove vive con il padre vedovo. Le conversazioni tra Charles e suo padre, Edward Ryder, sono tra le più note scene comiche del romanzo. Charles viene richiamato a Brideshead dopo che Sebastian subisce un piccolo infortunio, e Sebastian e Charles trascorrono il resto delle vacanze insieme.
La famiglia di Sebastian è cattolica, il che influenza la vita dei Marchmain così come il contenuto delle loro conversazioni; Charles ne rimane sorpreso, avendo sempre pensato che il cristianesimo fosse "senza sostanza o merito". Lord Marchmain si era convertito dall'anglicanesimo al cattolicesimo per sposare la moglie, ma ha poi abbandonato sia il suo matrimonio sia la sua nuova religione per trasferirsi a Venezia. Rimasta sola, Lady Marchmain si concentra ancora di più sulla sua fede, che è condivisa con entusiasmo anche dal figlio maggiore, Lord Brideshead ("Bridey"), e dalla sua figlia più giovane, Cordelia. Sebastian, un giovane tormentato, si perde nell'alcol, allontanandosi dalla famiglia nel corso di un periodo di due anni. Fugge in Marocco, dove il bere gli rovina la salute. Infine trova qualche conforto lavorando in un monastero tunisino.
La partenza di Sebastian ha come effetto anche l'allontanamento di Charles dalla frequentazione dei Marchmain. Charles si sposa e ha due figli, ma diventa freddo verso sua moglie e lei lo tradisce; lui alla fine inizia una relazione con la sorella minore di Sebastian, Julia. Julia è separata dal ricco ma semplice uomo d'affari canadese, Rex Mottram. Questo matrimonio aveva causato grande dolore a Lady Marchmain, perché Rex, anche se inizialmente pensava di convertirsi al cattolicesimo, rivela di aver già divorziato da un matrimonio precedente in Canada, così lui e Julia finiscono per sposarsi con rito anglicano.
Charles e Julia progettano di divorziare dai rispettivi coniugi per sposarsi tra loro. Alla vigilia della seconda guerra mondiale, il vecchio Lord Marchmain, ora un malato terminale, torna a Brideshead a morire nella sua casa ancestrale. Sconvolto dal matrimonio del suo primogenito, Lord Brideshead,  nomina Julia erede della tenuta, il che renderebbe Charles proprietario della casa. Tuttavia, il riaccendersi della fede di Lord Marchmain cambia la situazione: Julia decide che non può contrarre un matrimonio "peccaminoso" con Charles.
La storia si conclude nella primavera del 1943 (o 1944). Charles, senza casa e senza amore, è diventato un ufficiale dell'esercito dopo aver intrapreso una carriera come architetto e si trova inaspettatamente alloggiato a Brideshead, che è stato requisito per uso militare. La villa è ora danneggiata dall'esercito, ma la cappella privata, chiusa nel 1926 dopo la morte di Lady Marchmain, è stata riaperta per le preghiere dei soldati. Charles si accorge che gli sforzi dei costruttori, e quindi anche gli sforzi di Dio, non erano stati vani.

## Edizioni italiane
- Ritorno a Brideshead, traduzione di Giovanni Fletzer, Milano, Bompiani, 1948.
- Ritorno a Brideshead, traduzione di Giovanni Fletzer, sulla versione riveduta dall'Autore (uscita nel 1960), Milano, Bompiani, 1961-2003. - Trezzano sul Naviglio, Euroclub, 1983; Milano, Club degli Editori, 1983.
- Ritorno a Brideshead, traduzione di Ottavio Fatica, in Appendice: «Charles Ryder ai tempi della scuola», tradotto e presentato a cura di Mario Fortunato, Collana Tascabili n.507, Milano, Bompiani, 2009, ISBN 978-88-452-6270-8.
- Ritorno a Brideshead, traduzione di Ottavio Fatica, Prefazione di Alessandro Piperno, Collezione Le Comete, Milano, Feltrinelli, 2024, ISBN 978-88-075-3046-3.